# Davide Bellini
Pour les articles homonymes, voir Bellini.
Davide Bellini, né le 20 mai 1969 à Carpi en Italie est un joueur de volley-ball italien . Il mesure 1,97 m et joue passeur. Il totalise 142 sélections en équipe nationale d'Italie.

## Clubs

### Joueur
| Club                  | Pays     | De        | À         |
| --------------------- | -------- | --------- | --------- |
| Universal Carpi       | Italie   | 1984-1985 | 1984-1985 |
| Panini Modène         | Italie   | 1985-1986 | 1988-1989 |
| ZV Bologne            | Italie   | 1989-1990 | 1989-1990 |
| Polisportiva Virgilio | Italie   | 1990-1991 | 1990-1991 |
| Coni VBC              | Italie   | 1991-1992 | 1993-1994 |
| Porto Ravenne         | Italie   | 1994-1995 | 1995-1996 |
| Pallavolo Brescia     | Italie   | 1996-1997 | 1996-1997 |
| Rome Volley           | Italie   | 1997-1998 | 1997-1998 |
| Porto Ravenne         | Italie   | 1998-1999 | 1999-2000 |
| Gabeca Pallavolo      | Italie   | 2000-2001 | 2001-2002 |
| AS Volley Lube        | Italie   | 2002-2003 | 2002-2003 |
| ASPCV Gioia           | Italie   | 2003-2004 | 2003-2004 |
| HT Innsbruck          | Autriche | 2004-2005 | 2004-2005 |
| Pallavolo Modène      | Italie   | 2005-2006 | 2006-2007 |
| Volley Forlì          | Italie   | 2007-2008 | 2008-2009 |
| Universal Carpi       | Italie   | 2009-2010 | 2009-2010 |
| Pallavolo Pineto      | Italie   | 2010-2011 | 2011-2012 |
| VB San Martino in Rio | Italie   | 2012-2013 | 2012-2013 |

### Entraîneur
| Club                  | Pays   | De        | À         |
| --------------------- | ------ | --------- | --------- |
| VB San Martino in Rio | Italie | 2012-2013 | 2013-2014 |
| Volley Sassuolo       | Italie | 2014-2015 | 2014-2015 |

## Palmarès
- En club :
  - Championnat d'Italie : 1989
  - Coppa Italia : 1985, 1986, 1988, 1989, 2003
  - Championnat d'Autriche : 2005
  - Coupe des Coupes : 1986
  - Coupe de la CEV : 1983, 1984, 1985

- En équipe nationale d'Italie
  - Championnat d'Europe : 1993
  - Ligue mondiale : 1994, 1995, 1997, 1999
  - Coupe du monde : 1995
  - Grand Champions Cup : 1993